# Pierre Eugène Montézin
Pierre Eugène Montézin (né le 16 octobre 1874 à Paris 10e et mort le 10 juillet 1946 à Moëlan-sur-Mer) est un peintre post-impressionniste français, influencé par Claude Monet.

## Biographie
Pierre Eugène Montézin naît dans une famille aisée. Son père est dessinateur en dentelles et crée ses motifs, qui ont du succès à cette époque où le commerce de la dentelle est florissant. Il aime la chasse et la pêche et cela l'entraîne souvent loin de Paris. Tous ses loisirs sont consacrés à des randonnées qui sont souvent de véritables expéditions champêtres.
Lorsque Pierre Eugène fait ses classes primaires, son père le met en apprentissage dans une maison de décoration.
À 17 ans, il travaille dans la décoration de panneaux à fleurs et ornements originaux. Il fait également de la peinture à l'huile et finit par laisser la décoration pour être uniquement peintre et, en particulier, peintre de paysages.
En 1893, Pierre Montézin est décidé à se faire accepter au Salon des artistes français. Il entame la période de dix ans pendant laquelle il enverra régulièrement des toiles qui lui seront toutes refusées. Il séjourne ensuite brièvement à l'école Bernard-Palissy. Pendant ces dix années, il peint alors Paris et ses alentours sans relâche et le Salon des artistes français l'accepte finalement dans son cercle.
En 1914, bien que dispensé de service, il s'engage et combat en première ligne. Il recevra la médaille militaire après les batailles dans la Meuse.
Il revient et s'installe à Paris en 1919. Il est alors marié et vit en famille.
Il déménage à Neuilly-sur-Seine avec sa femme et sa fille en 1924 et partage son temps entre le travail à l'atelier et les séjours à Veneux-les-Sablons, où il possède une maison qu'il décore de fresques.
En 1933, il est élu à l'unanimité président du jury du Salon des artistes français. Lors de la cérémonie de prise de fonctions, 237 toiles sont exposées. Il expose en 1936 à la galerie du Journal, avenue des Champs-Élysées, en 1938 à la galerie Durand-Ruel, avenue de Friedland, et en 1943 à la galerie Raphaël Gérard.
Il est élu à l'Académie des beaux-arts en 1941, au fauteuil no 1, à la place d'Édouard Vuillard, mort en 1940.
Il meurt à 71 ans, subitement, le 10 juillet 1946, au cours d'un séjour de travail en Bretagne. On le retrouve sur le côté d'une route accompagné d'une boîte de peinture et de quelques toiles.

### Prix et distinctions

#### Prix
- Médaille au Salon des artistes français, 1907, 1910 ; Médaille d'honneur, 1932 ;
- Prix Rosa-Bonheur, 1920.

#### Distinctions
- 1914-1918 - Médaille militaire
- 1923 - Chevalier de la Légion d'honneur, officier en 1933[2]
- 1933 - Élu à l'unanimité président du Salon des artistes français
- 1937 - Élu membre du jury du Salon international Art et technique
- 1941 - Élu membre de l'Institut
- 1942 - Vice-président du Conseil d'administration du musée national Jean-Jacques-Henner
- 1943 - Président du Conseil d'administration du musée national Jean-Jacques-Henner

## Œuvres
Bordeaux
- Musée des Beaux-Arts de Bordeaux : Paysage, huile sur toile, 60 × 80 cm[3] ;

Chambéry
- Palais de justice : Les Travaux des champs - la justice et le droit, peinture murale dans la salle des pas perdus[4],[5] ;

Dijon
- Musée des Beaux-Arts : Commencement de crue, huile sur carton, 46 × 73 cm[6] ;

Dreux
- Musée d'Art et d'Histoire :
  - Fenaison en Normandie, huile sur toile, 135 × 130 cm[7],[8] ;
  - Le moulin du Merle Blanc à Saint-Germain-sur-Avre, huile sur toile, 60 × 73 cm (inv. 956.010.001)[9].

Paris
- Musée national d'Art moderne : La Fenaison en Normandie ;
- Musée du Petit Palais : Les Peupliers.

Œuvres
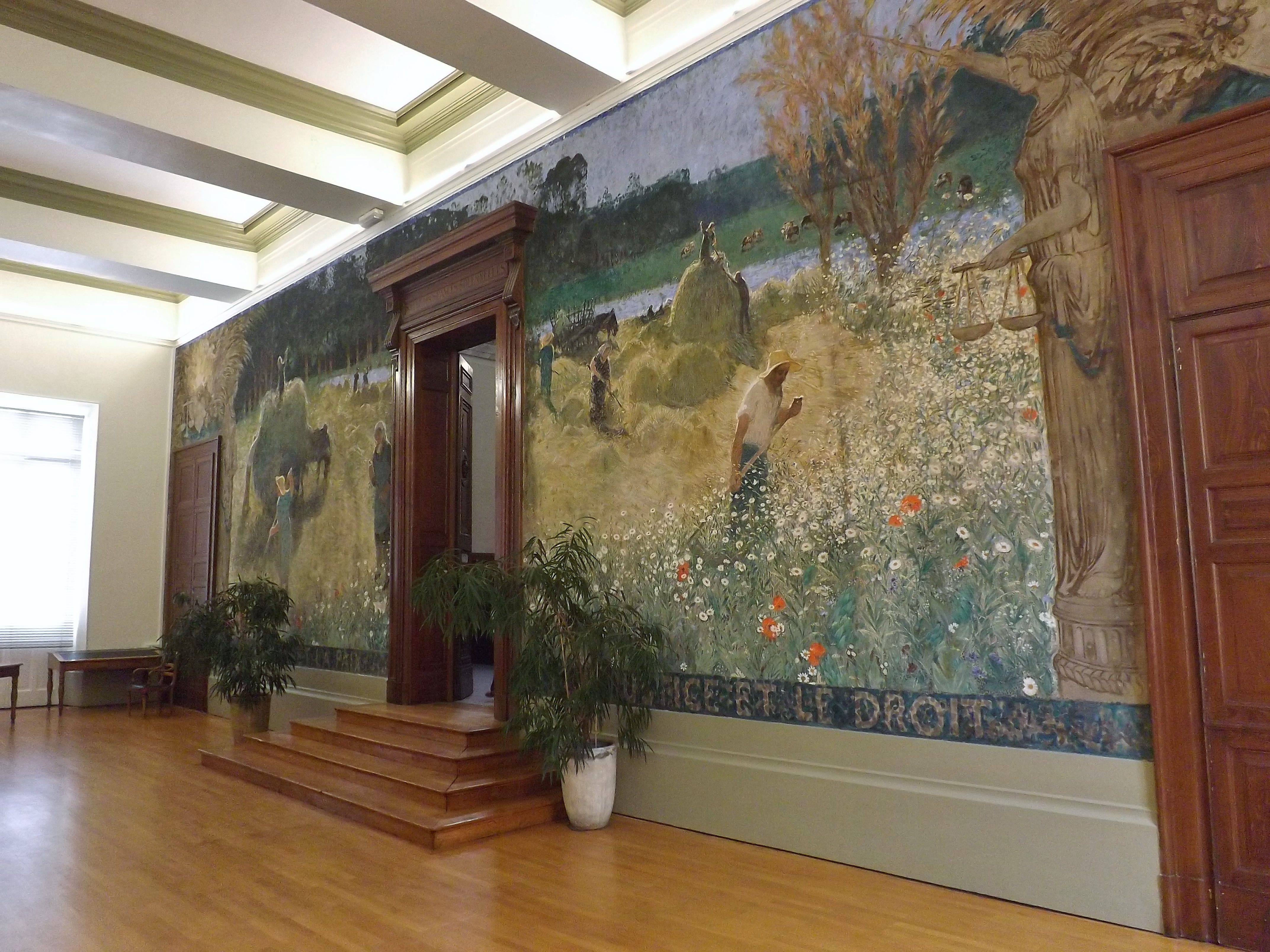
Les Travaux des champs - la justice et le droit, palais de justice de Chambéry.
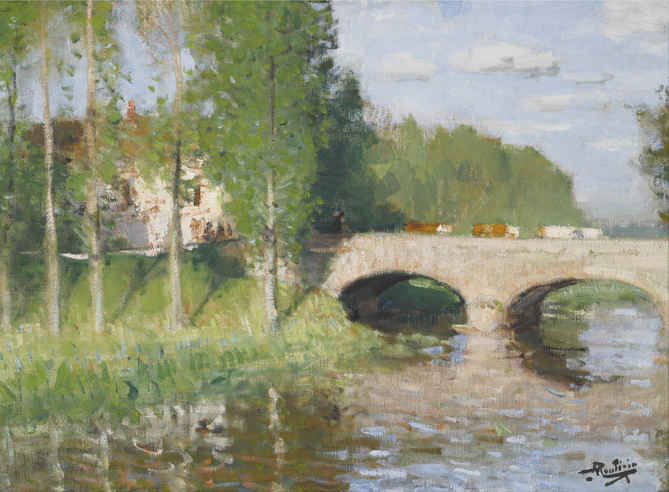
Peupliers près du pont, Sainte-Gemme-Moronval, 54 × 73 cm.

### Musées
- Musée du Luxembourg
- Musée Crozatier au Puy-en-Velay
- Musée Cantini de Marseille
- Musée du Havre
- Musée de Roubaix
- Musée de Lille
- Musée des Beaux-Arts de Rennes
- Musée de Tourcoing
- Musée d'Amiens
- Musée de Calais
- Musée de Lourdes
- Musée de Saint-Quentin
- Musée Alfred-Danicourt de Péronne

## Élèves
- Pierre-Laurent Baeschlin (1886-1958)

#### Articles
- Joseph Pérard, « Hommage à Pierre Montézin », Plaines et collines - Chroniques de la vie et de l'art en Beauce et Perche, no 1,‎ octobre-novembre 1946 ;
- André Warnod, dans Le Figaro, 1948 ;
- Pierre Imbourg, dans Amateur d'art, 10 mai 1952 :
- Connaissance des Arts, 16 mai 1952.